# Hróa þáttr heimska
Hróa þáttr heimska (o la historia de Hrói el Loco) es un relato corto (þáttr) de Islandia sobre un vikingo danés llamado Hrói el Loco que recibe ayuda del lagman Þorgnýr de Suecia en el siglo X. Se han conservado dos versiones, una  (HróFlat) se encuentra en Flateyjarbók (GKS 1005 fol 344-348, c. 1387-1395) y la segunda (Hró AM 557 4°) en el Arnamagnæan Codex (AM 557 4° 41r-42v, c. 1420-1450) de Copenhague, Dinamarca.
La versión de Heimskringla que corresponde a la de Flateyjarbók, se encuentra insertada junto con Styrbjarnar þáttr Svíakappa en el capítulo de Olaf II el Santo cortejando a la princesa sueca Ingegerd Olofsdotter. El propósito de la historia parece ser la presentación de la corte sueca, sus tradiciones y la figura de Þorgnýr.

## Sinopsis
Hrói tiene un ojo azul y otro negro, era un fino artesano y buen comerciante. No obstante, cada vez que se hacía rico con un negocio, zarpaba a la mar y lo perdía todo. La tercera vez fue a rogar al rey Sweyn que fuese su socio comercial. El rey consintió pese a que su corte le advirtió que no era buena idea llegar a un acuerdo con un hombre con tan mala fortuna. Aun así, la suerte del rey prevaleció y le hizo inmensamente rico. Un día finalizó su asociación (félag), contra los deseos del rey que pensaba que permanecería en la corte y se casaría.
Hrói fue a Suecia y acordó un negocio con Helgi, un consejero de Erico el Victorioso. Pero, tras finalizar el acuerdo y despachar la mercancía, Hrói descubre que ha sido engañado por Helgi que le había asegurado haber enviado los bienes, pero como Hrói no estuvo presente para comprobarlo, lo trajo de nuevo. Helgi le acusó además de haber quebrantado la ley por despreocuparse del material perdido que un ladrón se había aprovechado para robarlos.
Hrói encuentra al hermano de Helgi, Þorgils, quien se queda con el cuchillo de Hrói justificando que le fue sustraído en Normandía. Luego encuentra a un segundo hermano, Þorir, un hombre tuerto que afirmaba que Hrói le había sustraído un ojo en Samsø con magia y por eso Hrói tenía ojos de distinto color. Þorir entonces le dijo que debería presentarse al Thing (asamblea de hombres libres) para ajusticiarlo y pedir sentencia por robarle el ojo y el cuchillo a su hermano. Los dos hombres partieron, pero al día siguiente Hrói escuchó de unos hombres que el rey siempre sentenciaba a favor de Helgi y sus hermanos.
Hrói encuentra a una bella muchacha llamada Sigrbjörg, que había oído hablar de él como Hrói el Loco, y le dijo que ella era hija de Þorgnýr (Thornýr) el lagman y que no tenía amistad con Helgi o sus hermanos, así que le invitó a esconderse y oír lo que tenía que decir. Hrói se escondió y escuchó a Þorgnýr llegar. Thorgnýr preguntó a su hija si ella sabía si Hrói estaría en el thing al día siguiente. También le preguntó el motivo de sus profundos suspiros y adivinó que había estado con Hrói y que era un buen hombre. Thorgnýr dijo que él estaría al día siguiente y se encargaría de hacer justicia contra los tres hermanos. Cuando Thorgnýr se había ido, Sigrbjörg le dijo a Hrói que se reuniese con su padre al día siguiente.
Al día siguiente, Hrói acompañó a Thorgnýr a la corte de Upsala y presidió el interrogatorio. A la acusación de Helgi, Hrói contestó que compró todo lo que había en el almacén, pero que Helgi no había mantenido su parte del trato, ya que él no había entregado las polillas y los insectos que había. Así que tenía el derecho de solicitar que Helgi se convirtiese en su thrall (esclavo), y Þorgnýr lo aprobó. A la acusación de Þorgil, a quien le habían robado el cuchillo en Normandía, Hrói dijo que lo recordaba bien y que era el hombre que había matado a su hermano Sigurd. Þorgnýr sentenció que merecía la pena de muerte. 
Y sobre la acusación de Þorir y su ojo robado, Hrói sugirió que el ojo que le reclamaba fuera extirpado de su cabeza, pero también el ojo que le quedaba al demandante, para comparar si eran iguales y provenían de la misma cabeza. Si Þorir no lo autorizaba, probaría que se había mentido en su caso y en los anteriores.
Þorir obviamente no estuvo de acuerdo, por lo que Þorgnýr sentenció que los tres hombres eran malvados, cobardes y habían tejido una red de mentiras a su alrededor. Ellos habían tenido la confianza del rey demasiado tiempo y, por lo tanto, no quedaba otra decisión que dar a los tres hombres en propiedad a Hrói. El rey Erico estuvo de acuerdo. Entonces Hrói pidió la muerte para Þorgils y Þorir y el destierro de Helgi de por vida.
Hrói solicitó a Þorgnýr la mano de su hija y se casó con ella. Luego regresó a Dinamarca con sus bienes y le contó al rey Sweyn sobre lo acontecido y le proporcionó muchos bienes. Hrói y el rey fueron amigos para siempre. 
Pero Hrói volvió a Suecia y supo de la muerte de Þorgnýr, y que su hijo del mismo nombre era ahora el lagman y era el más sabio de todos los hombres. Hrói y su cuñado compartieron la herencia, ya que Hrói era considerado un hombre de honor. Muchos nobles suecos descienden de Hrói.